# Летипеа
Ле́типеа (эст. Letipea) — деревня в волости Виру-Нигула уезда Ляэне-Вирумаа, Эстония. 

## География и описание
Расположена на берегу Финского залива. Расстояние до уездного центра — города Раквере — 24 км, до волостного центра — посёлка Виру-Нигула — 12 км. Расстояние до города Кунда — 7 км. Высота над уровнем моря — 29 м.
Климат умеренный. Официальный язык — эстонский. Почтовый индекс — 44013.

## Население
По данным переписи населения 2021 года, в Летипеа насчитывалось 17 жителей, из них 16 (94,1 %) — эстонцы.
По данным переписи населения 2011 года, в деревне также проживали 17 человек, все — эстонцы.
Численность населения деревни Летипеа по данным Департамента статистики:
| Год  | 2000 | 2011 | 2017 | 2018 | 2019 | 2020 | 2021 |
| ---- | ---- | ---- | ---- | ---- | ---- | ---- | ---- |
| Чел. | 16   | ↗ 17 | ↗ 20 | ↘ 19 | ↗ 20 | ↘ 18 | ↘ 17 |

## История
Впервые деревня была упомянута в 1425 году (Ledegempe). В письменных источниках 1648 года упоминается Leddepee, 1726 года Lettipaeh, 1922 года — Lettipea.
На военно-топографических картах Российской империи (1846–1867 годы), в состав которой входила Эстляндская губерния, населённый пункт обозначен как Летипэ.
8 августа 1976 года на территории деревни произошёл конфликт между отдыхавшими там работниками газовой промышленности Эстонии и советскими пограничниками, в результате которого погибли 8 человек (в том числе убийца).
В 1977 году, в период кампании по укрупнению деревень, с Летипеа была объединена деревня Раннакюла (Rannaküla, в 1945 году упомянута как Ranna).

## Достопримечательности
В деревне Летипеа, на границе моря и суши, находится ледниковый валун — камень Эхалкиви (также Летипеа Сууркиви, Линнукиви, Вельястекиви). Его охват составляет 49,6 м, высота 7,6 м. Пегматит яйцевидной формы и розоватого цвета. Прибрежный ориентир для мореплавателей древности. По своему наземному объёму (930 кубометров) является одним из самых больших в стране, уступая только валуну Кабеликиви в деревне Мууга волости Виймси.
На границе деревни Летипеа находится другой природоохранный объект — ледниковый валун Тагакюла Сууркиви (охват 28,2 м, высота 4,5 м). Оба валуна охраняются государством с 1937 года.
На побережье моря расположен природный парк Летипеа.
В лесополосе возле дороги, ведущей к маяку, находится могила советского война, павшего во время Великой Отечественной войны — Ивана Васильевича Бенина (погиб 23 августа 1941 года).

## Галерея
- Маяк Летипеа
- Побережье моря в Летипеа
- Ледниковый валун Эхалкиви
- Мемориальный камень в память о жертвах расстрела в Летипеа

## Комментарии
1. ↑  Эстонские топонимы, оканчивающиеся на -а, не склоняются и не имеют женского рода (исключение — Нарва)[6].